# Horace Pouillet
Pour les articles homonymes, voir Pouillet.
Horace Pouillet (1878 – 1946), est un architecte de la région Nord-Pas-de-Calais.

## Biographie
Horace Marie René Pouillet naît, le 6 août 1878 à Lille, du mariage de Louis Pouillet, médecin, et de Juliette Bissart. Il épouse Madeleine Barbotin le 28 mai 1906 à Lille, elle meurt le 20 novembre 1906, il épouse en secondes noces, Marie Nourrisson le 6 juin 1908 à Neufchâtel-sur-Aisne, de cette union naissent deux enfants, Marie Thérèse Renée et Jean Horace Marie. Horace Pouillet meurt le 7 mars 1946 à Rennes,,,,.
Il a son cabinet à Lille. Il est l'architecte de nombreux édifices, en particulier des villas au Touquet-Paris-Plage dont plusieurs sont classées à l'inventaire général du patrimoine architectural français. Il fait preuve d'une très grande invention architecturale, inspirée des courants art nouveau et art déco.

## Réalisations architecturales
- Des immeubles dans la métropole lilloise, dont sa propre résidence, rue du Vert-Bois à Lille, les immeubles no 195 et 199, boulevard de la Liberté, les no 11 et 13, rue Berthollet et le no 70, avenue Saint-Maur; les Villa Renée, Marguerite et Antoinette no 4-6, avenue Verdi et no 13-15, rue Faidherbe à La Madeleine.
- Des magasins au Touquet-Paris-Plage :
  - Magasins jumelés la Sirène et Morgane, construits en 1928, par l'entrepreneur Pentier Frères[6].
- Des villas au Touquet-Paris-Plage :
  - Deux villas jumelées Glenwood et Karidja, construites en 1927 pour deux sœurs. Ces deux villas sont inscrites au titre des monuments historiques depuis le 1er décembre 1997[7].
  - La villa Le Quart-d'Heure, construite en 1925 pour lui-même. Cette villa est inscrite à l'inventaire général du patrimoine culturel depuis le 29 octobre 1997[8].
  - La villa Tata Ice (en souvenir d'une Tante Alice), construite en 1926. Horace Pouillet dessina également le mobilier. La façade très originale rappelle un visage. Cette villa est inscrite à l'inventaire général du patrimoine culturel depuis le 1er décembre 1997[9].
  - La villa Cipry, construite en 1927.Cette villa était occupée par les Allemands pendant la dernière guerre. Ils utilisaient la petite tour comme lieu d'observation[10].
  - La villa Maria construite en 1866. Elle a été reconstruite en 1914 par Horace Pouillet. Il dessina également le mobilier. La façade est très originale. Cette villa est inscrite à l'inventaire général du patrimoine culturel depuis le 1er décembre 1997[9].
- L'hôtel de ville d'Annœullin[11] (1920)

## Galerie

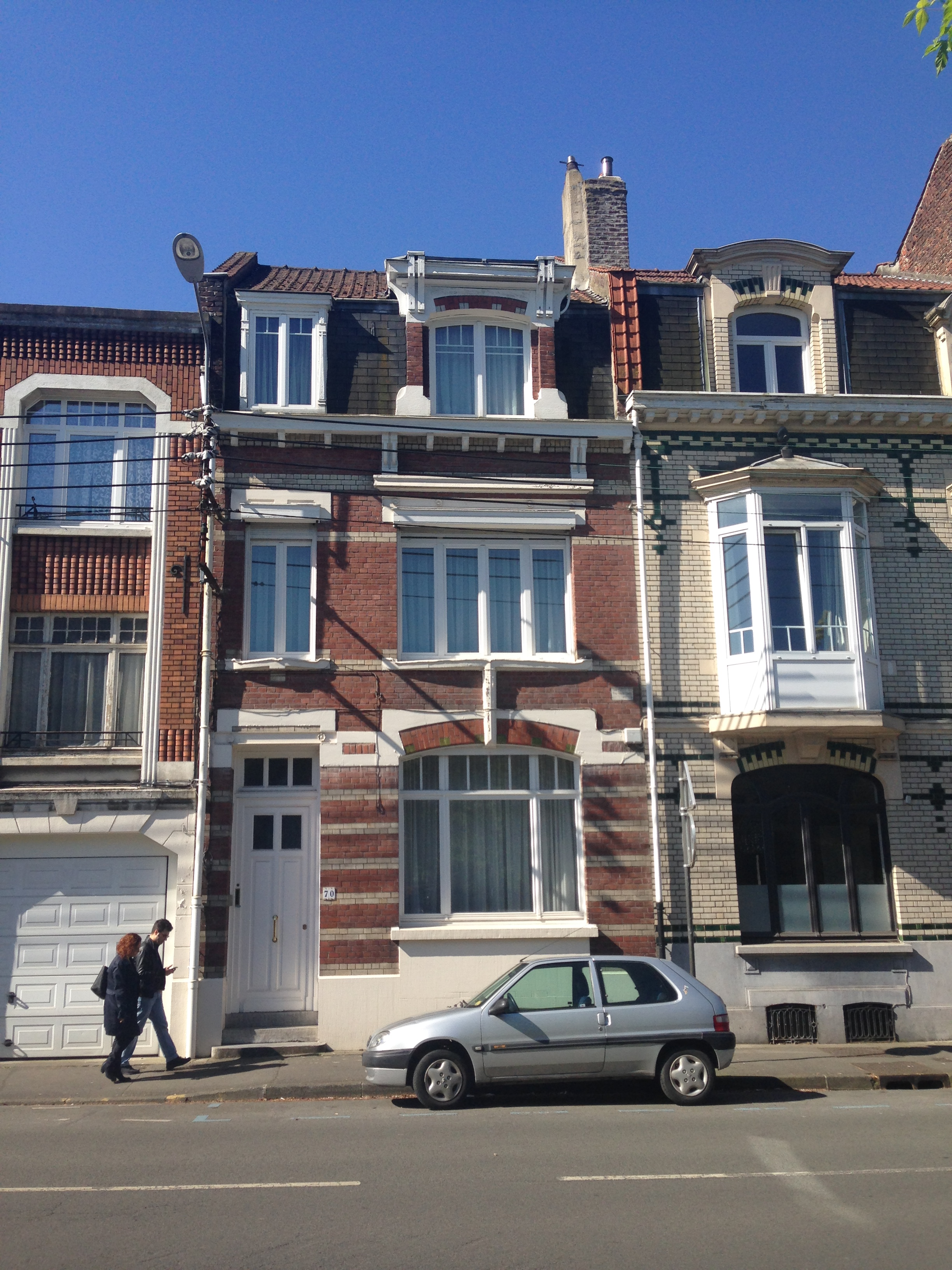
Maison 70 avenue Saint-Maur, La Madeleine.
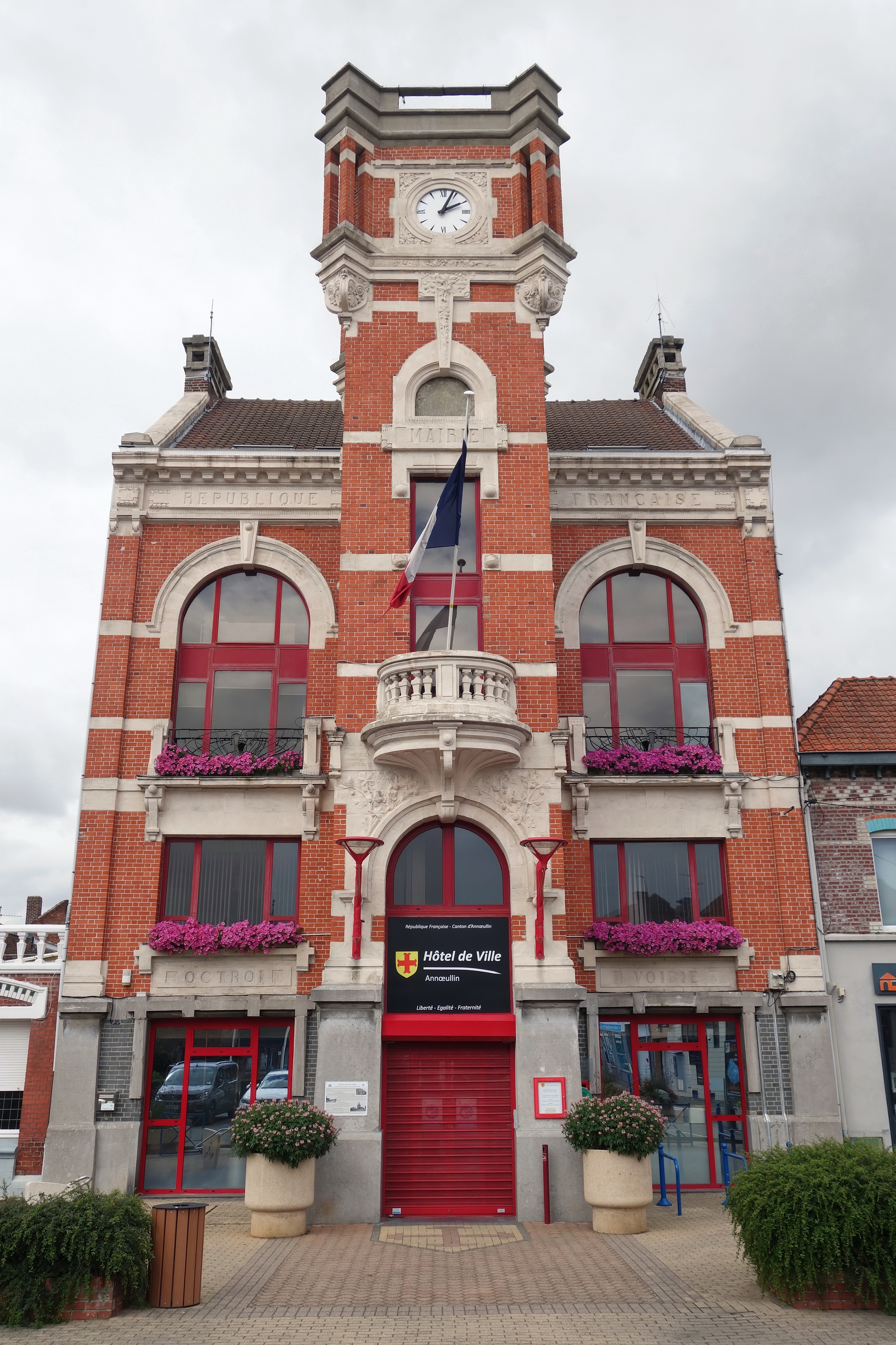
Hôtel de Ville, Annœullin.
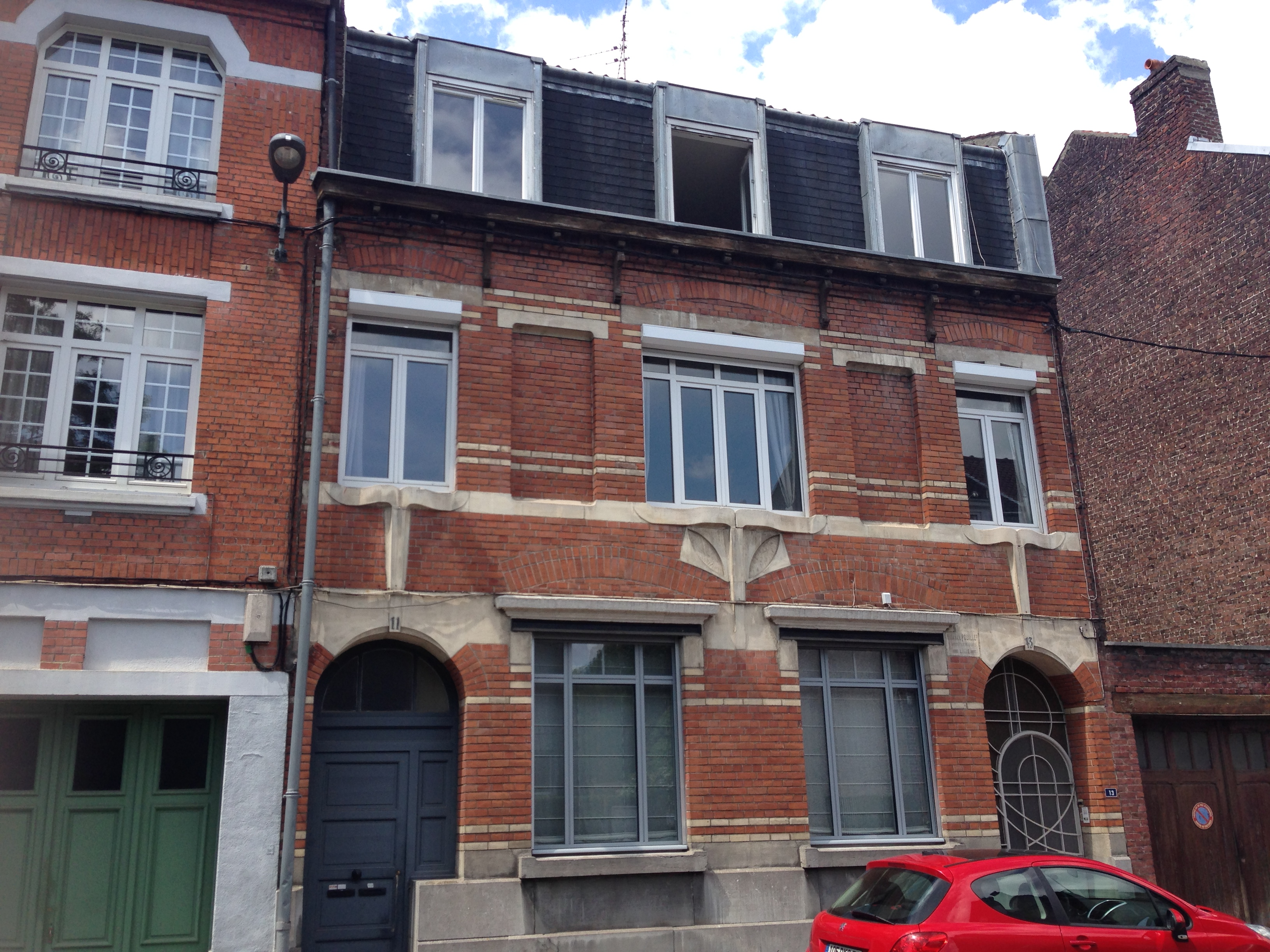
Maison rue Berthollet, Lille.
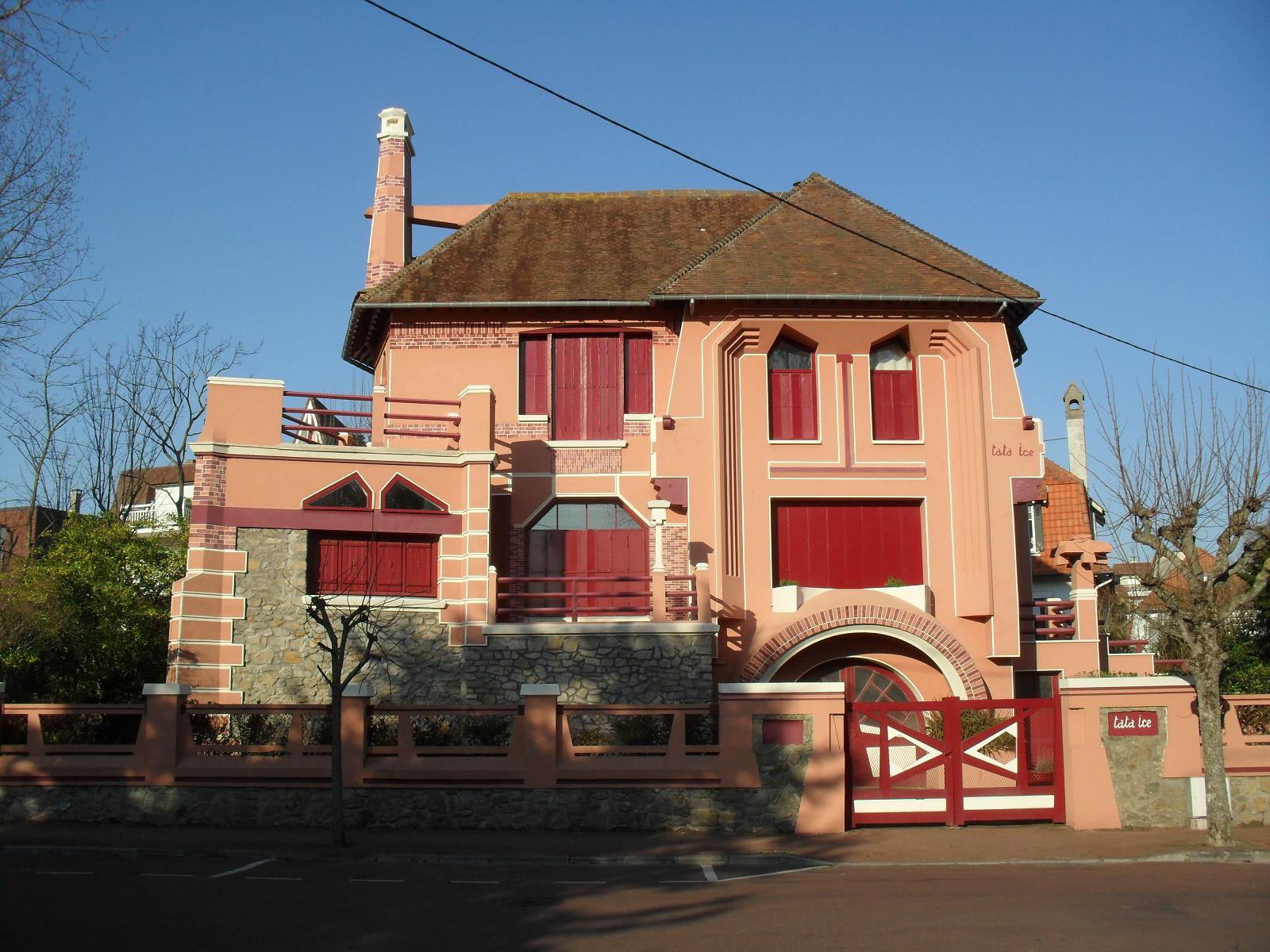
Villa Tata Ice, Le Touquet-Paris-Plage.
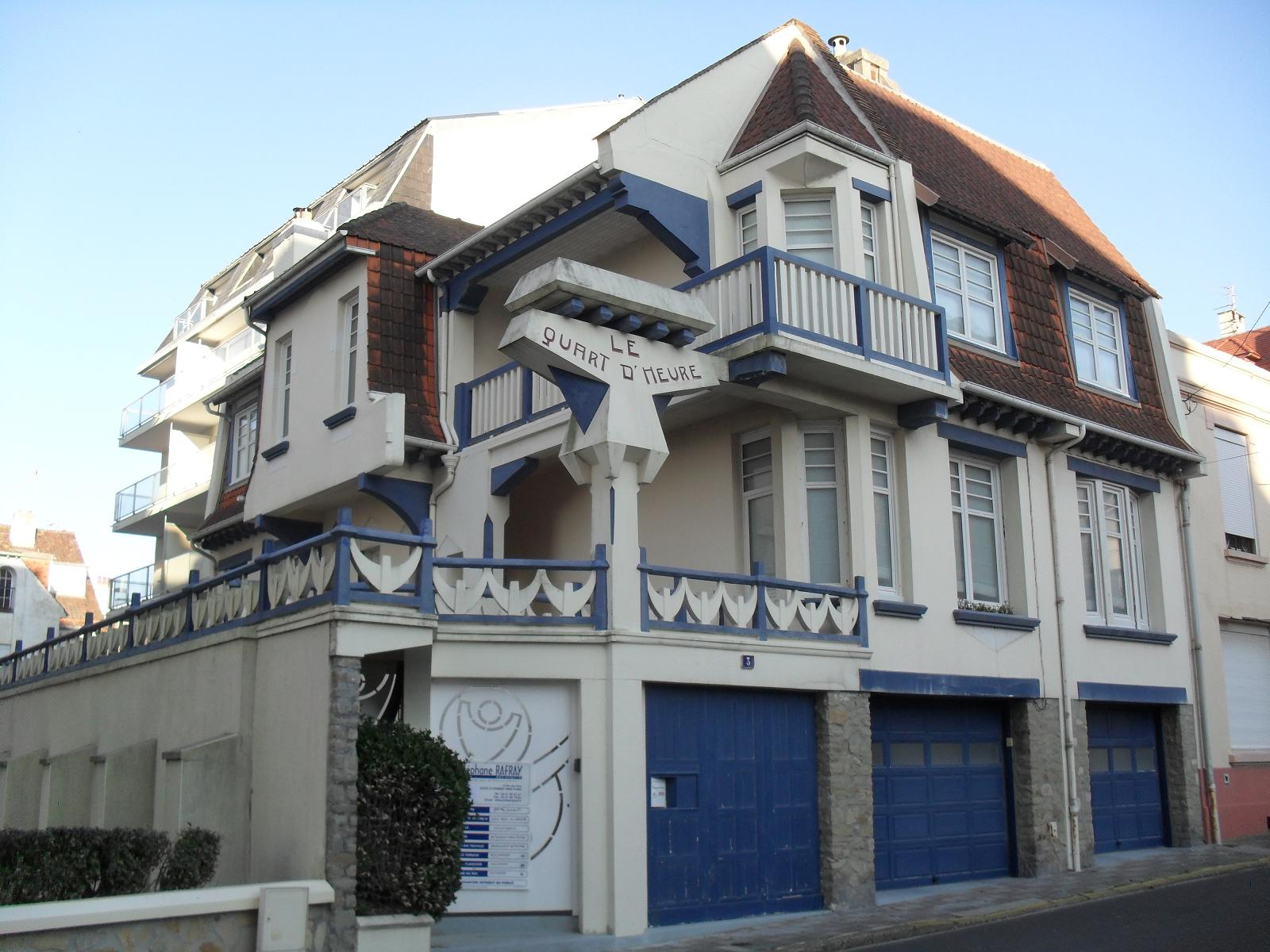
Villa Le Quart d'Heure, Le Touquet-Paris-Plage.
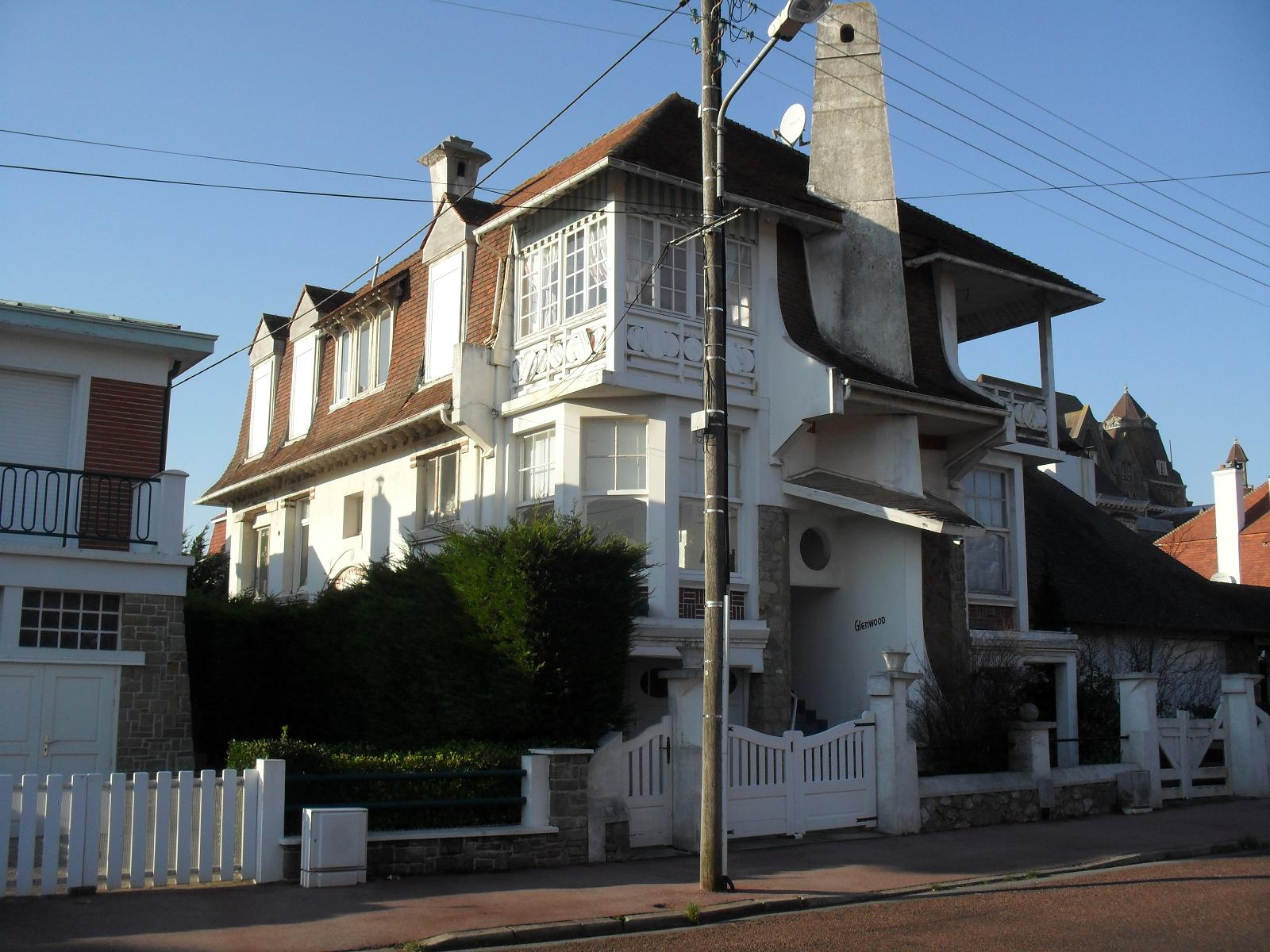
Villa Glenwood, Le Touquet-Paris-Plage.
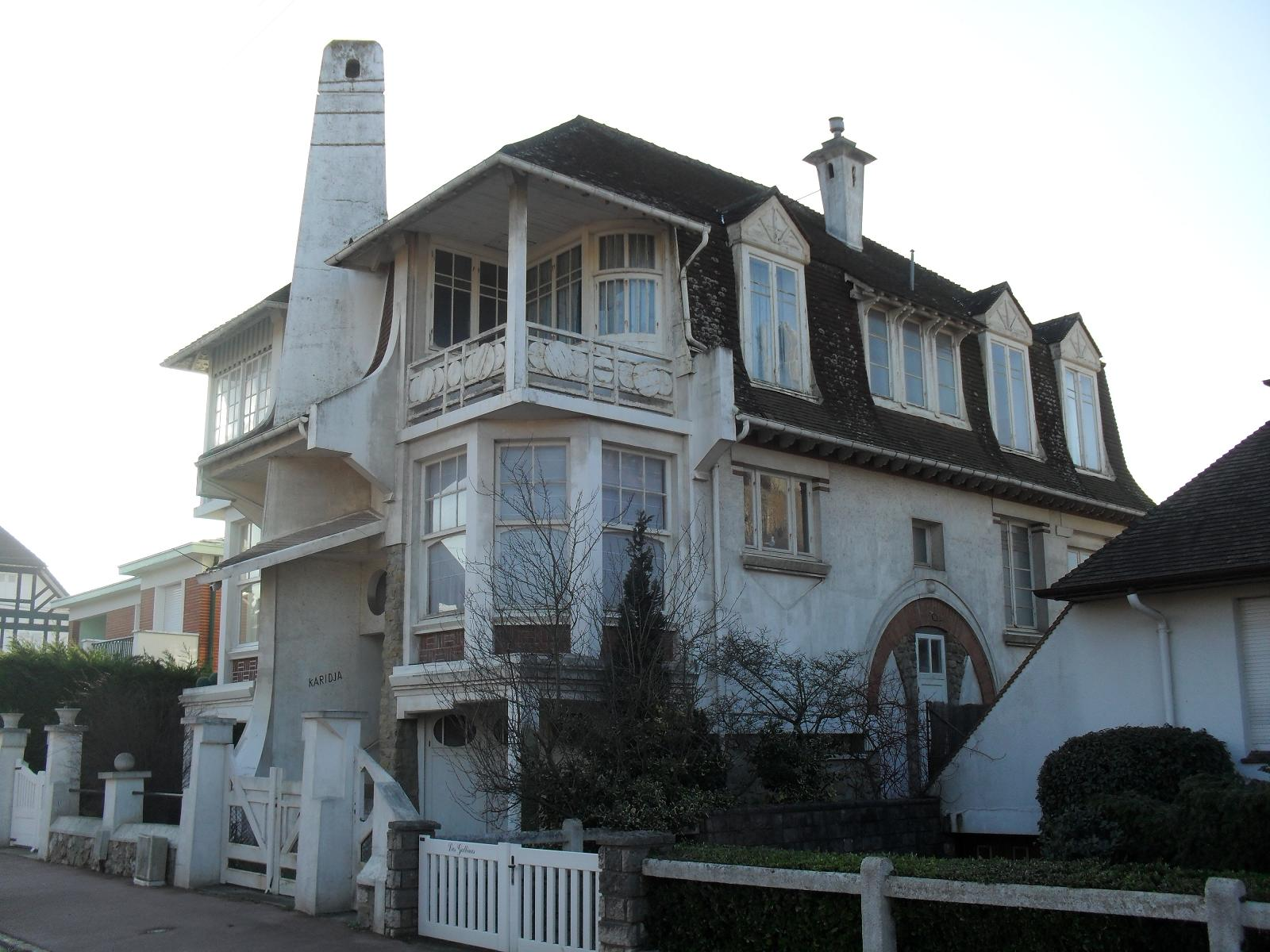
Villa Karidja, Le Touquet-Paris-Plage
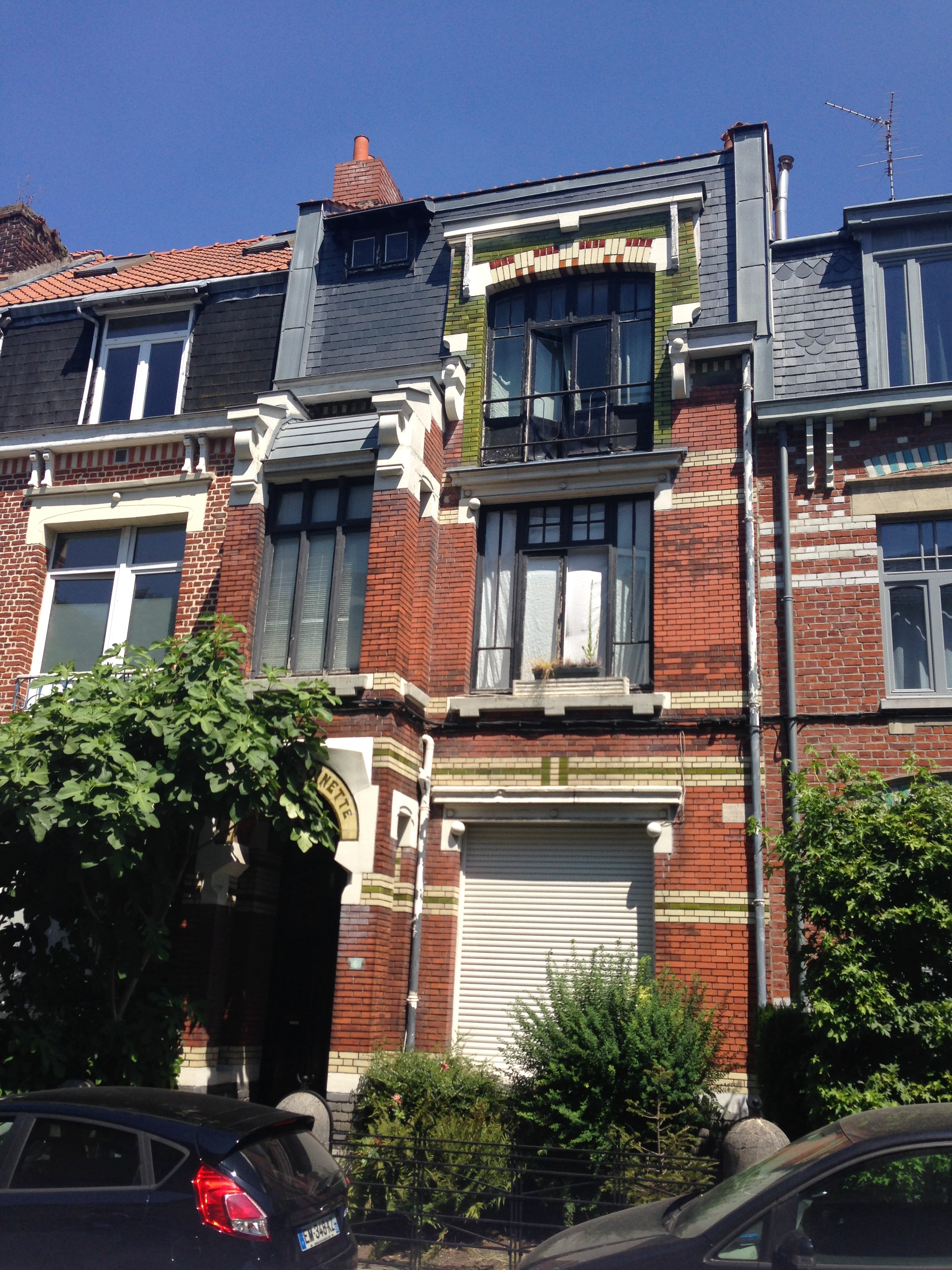
Villa Antoinette, La Madeleine.
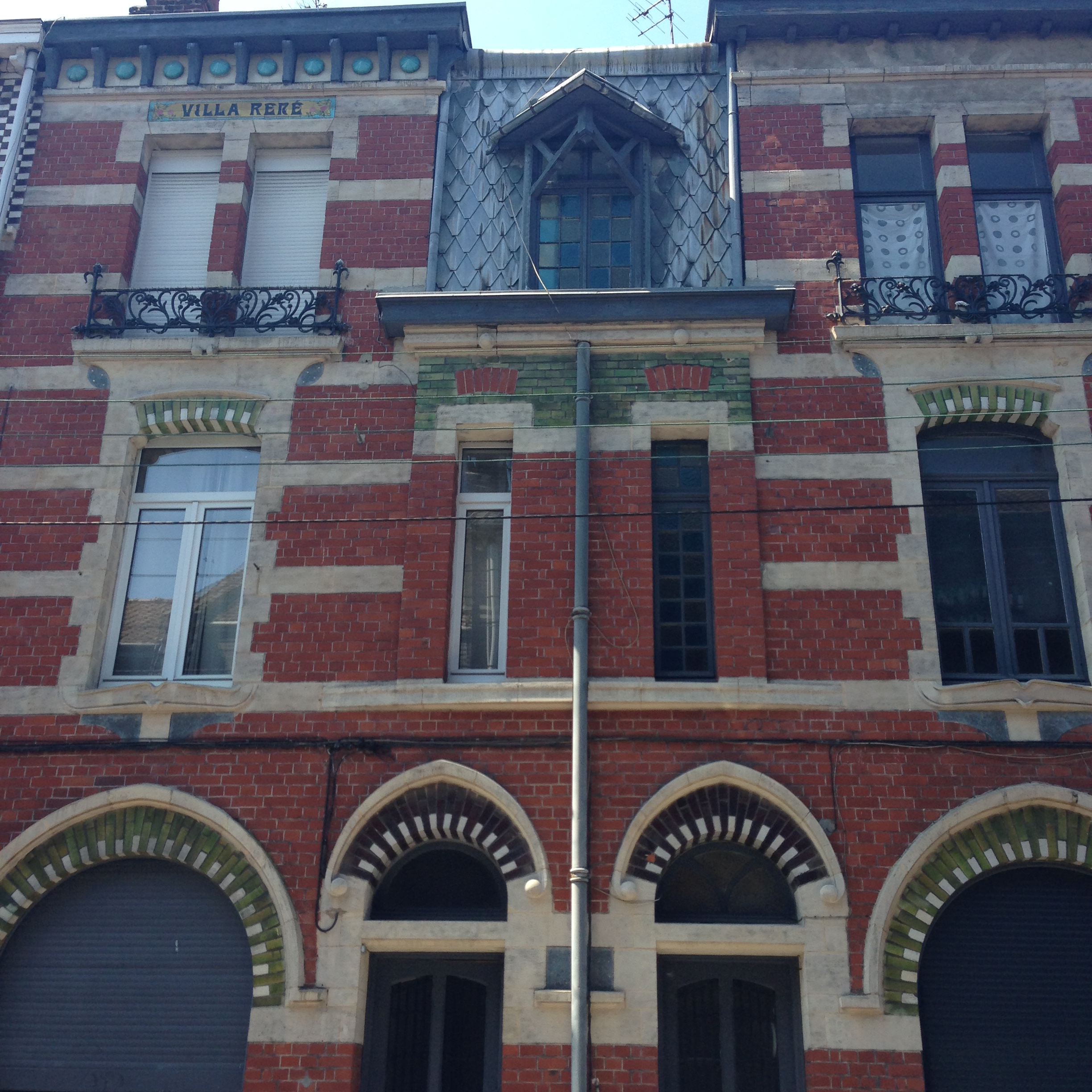
13ter et 15 rue Faidherbe, La Madeleine.
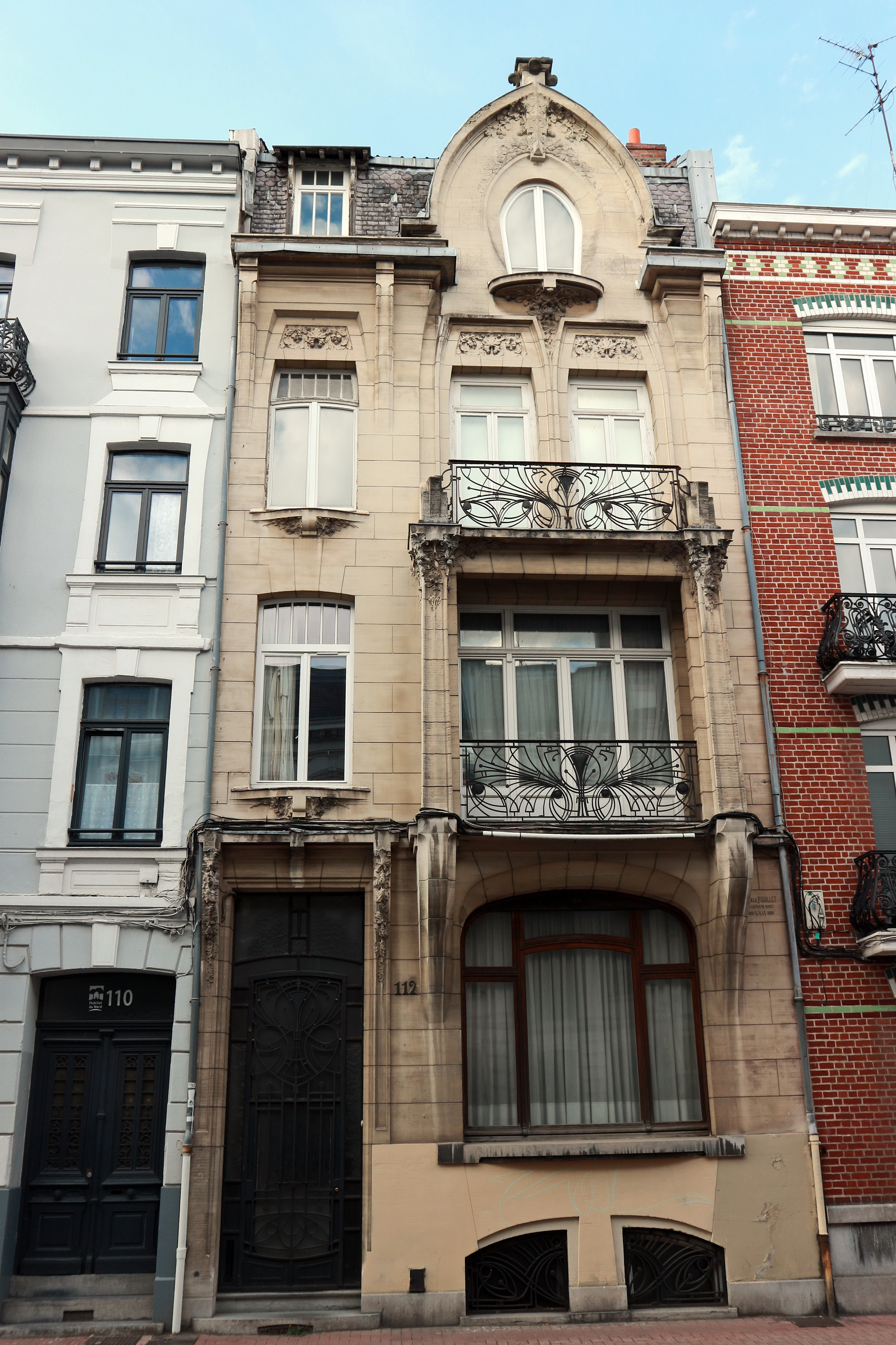
112 rue Barthélémy-Delespaul, Lille.

## Pour approfondir